# Gho

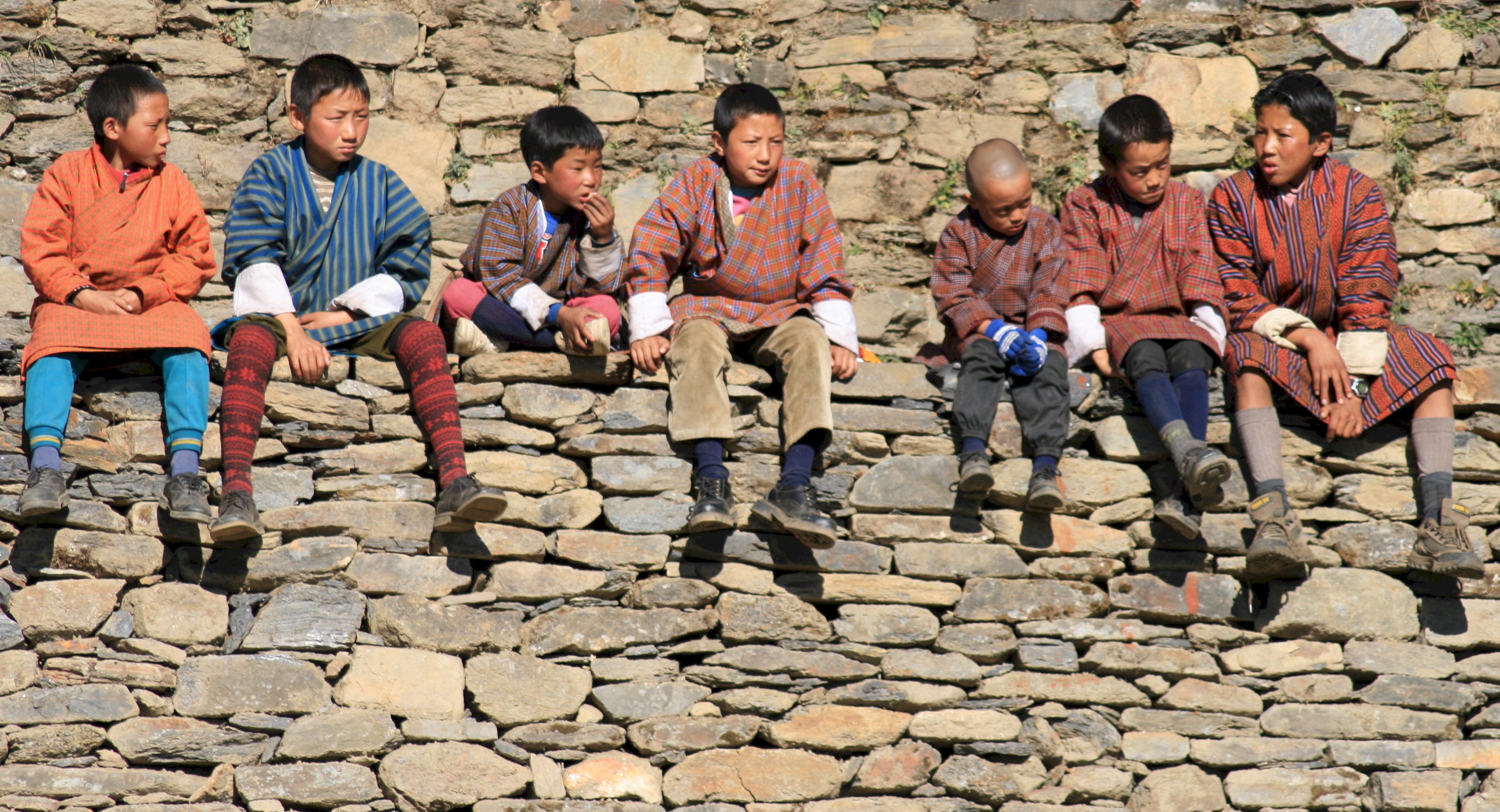
Alcuni ragazzi indossano il gho.

Il gho è il vestito tradizionale usato dagli uomini in Bhutan. Consiste in una veste lunga fino alle ginocchia, stretta da una cintura (chiamata kera), e piegata in modo tale da formare una specie di tasca a livello dello stomaco. Il gho che si indossa tutti i giorni è di cotone o lana, mentre per le occasioni speciali di solito ne viene indossato uno di seta.
Sotto il gho, gli uomini indossano un tegu, una giacca bianca con lunghi polsini ripiegati.
Nelle occasioni speciali sopra il gho viene indossata una sciarpa, chiamata kabney. Va ricordato che tutti i cittadini Bhutanesi sono tenuti, sulla base del codice per l'abbigliamento nazionale (driglam namzha), ad indossare, in pubblico, i vestiti tradizionali.